# 浅田春
浅田春（あさだはる、1882年 - 1902年）は中華民国の政治家孫文の妾。旧字体、淺田春。